# Fiat iustitia, ruat caelum
Fiat iustitia, ruat caelum è una locuzione latina che, tradotta alla lettera, significa sia fatta giustizia, cada il cielo. L'espressione espone la convinzione che la giustizia debba essere realizzata a prescindere dalle conseguenze. 
Questa citazione viene solitamente ascritta al console Lucio Calpurnio Pisone Cesonino.